# Ken Olin
Kenneth Edward Olin (Chicago, Illinois; 30 de julio de 1954), más conocido como Ken Olin, es un actor, director y productor estadounidense.
Ha dirigido series de televisión como Alias, The West Wing (en España, El ala oeste de la Casa Blanca) y Felicity. Interpretó al detective Harry Garibaldi en Hill Street Blues (en España, Canción triste de Hill Street), pero probablemente su mejor papel fue en Thirtysomething (llamada Treinta y Tantos en España). También fue muy popular gracias a Falcon Crest, donde daba vida a un cura, el padre Christopher Rossini, que al final resultaba ser nieto ilegítimo de la pérfida Angela Channing. 
A pesar de que trabaja muy unido a Lena Olin en la serie Alias, ellos no tienen relación sentimental alguna.

## Filmografía

### Televisión
| Año       | Título                                   | Personaje                      | Notas |
| --------- | ---------------------------------------- | ------------------------------ | --- |
| 1978      | The Paper Chase                          | Timothy                        | "The Man Who Would Be King"                                                                              |
| 1979      | Women at West Point                      | Board Member                   | Película de televisión                                                                                   |
| 1981      | Ghost Story                              | Joven Sears James              | |
| 1983–84   | Bay City Blues                           | Rock Padillo                   | Regular de serie (8 episodios)                                                                           |
| 1984      | Flight 90: Disaster on the Potomac       | David Frank                    | Película de televisión                                                                                   |
| 1984–85   | Hill Street Blues                        | Detective Harry Garibaldi      | Recurrente (29 episodios)                                                                                |
| 1985–86   | Falcon Crest                             | Padre Christopher              | Regular de serie (17 episodios)                                                                          |
| 1986      | There Must Be a Pony                     | Jay Savage                     | Película de televisión                                                                                   |
| 1986      | Murder, She Wrote                        | Perry Revere                   | "Deadline for Murder"                                                                                    |
| 1987      | Tonight's the Night                      | Henry Fox                      | Película de televisión                                                                                   |
| 1987      | I'll Take Manhattan                      | Nat Lammerman                  | Miniserie                                                                                                |
| 1987      | Hotel                                    | Mark Fredricks                 | "Calss of '72"                                                                                           |
| 1987      | The Hitchhiker                           | Steve                          | "Best Shot"                                                                                              |
| 1987–91   | thirtysomething                          | Michael Steadman               | Regular de serie (85 episodios)                                                                          |
|           |                                          |                                | Nominado – Golden Globe Award por Mejor desempeño por un Actor en una Serie de Televisión — Drama (1990) |
|           |                                          |                                | Nominado – Viewers for Quality Television Award por Mejor Actor en una Serie Drama de Calidad (1991)     |
| 1988      | A Stoning in Fulham County               | Jim Sandler                    | Película de televisión                                                                                   |
| 1988      | Police Story: Cop Killer                 | Oficial Manny Mandell          | Película de televisión                                                                                   |
| 1990      | Goodnight Sweet Wife: A Murder in Boston | Charles Stuart                 | Película de televisión                                                                                   |
| 1991      | Queens Logic                             | Ray                            | |
| 1993      | Telling Secrets                          | Detective Jay Jensen           | Película de televisión                                                                                   |
| 1995      | Nothing But the Truth                    | Dr. Peter Clayman              | Película de televisión                                                                                   |
| 1995      | Dead by Sunset                           | Brand Cunninghma               | Miniserie                                                                                                |
| 1996–97   | EZ Streets                               | Detective Cameron Quinn        | Regular de serie (12 episodios)                                                                          |
| 1997      | 'Till There Was You                      | Gregory                        | |
| 1997      | The Advocate's Devil                     | Abe Ringel                     | Película de televisión                                                                                   |
| 1998–99   | L.A. Doctors                             | Dr. Roger Cattan               | Regular de serie (24 episodios)                                                                          |
| 1999      | Evolution's Child                        | James Mydell                   | Película de televisión                                                                                   |
| 1999      | Y2K                                      | Nick Cromwell                  | Película de televisión                                                                                   |
| 2001      | Say Uncle                                | Papel desconocido              | Película de televisión                                                                                   |
| 2001–02   | Alias                                    | David McNeil                   | 3 Episodios                                                                                              |
| 2002      | Breaking News                            | Richard Sloan                  | "Pilot"                                                                                                  |
| 2005      | The Naked Brothers Band: The Movie       | Ken Olin                       | |
| 2007–2011 | Brothers & Sisters                       | David Caplan                   | Recurrente (30 episodios)                                                                                |
| 2012      | Americana                                | Martin Garano                  | Película de televisión                                                                                   |
| 2013      | Criminal Minds                           | Bruce Morrison                 | "All That Remains"                                                                                       |
| 2015–17   | Zoo                                      | Profesor Robert Oz / Robert Oz | Recurrente (10 episodios)                                                                                |
| 2018      | The Cloverfield Paradox                  | Voz de radio                   | Voz |
| 2020      | thirtysomething(else)                    | Michael Steadman               | Película de televisión                                                                                   |

### Director
| Año       | Título                               | Notas                                                                              |
| --------- | ------------------------------------ | ---------------------------------------------------------------------------------- |
| 1989–91   | thirtysomething                      | 6 Episodios:                                                                       |
| 1989–91   | thirtysomething                      | "No Promises" (1989)                                                               |
| 1989–91   | thirtysomething                      | "Courting Nancy" (1989)                                                            |
| 1989–91   | thirtysomething                      | "Pilgrims" (1989)                                                                  |
| 1989–91   | thirtysomething                      | "The Other Shoe" (1990)                                                            |
| 1989–91   | thirtysomething                      | "Guns and Roses" (1990)                                                            |
| 1989–91   | thirtysomething                      | "Second Look" (1991)                                                               |
| 1988–1999 | L.A. Doctors                         | 4 Episodios:                                                                       |
| 1988–1999 | L.A. Doctors                         | "Maybe It's You" (1998)                                                            |
| 1988–1999 | L.A. Doctors                         | "True Believers" (1999)                                                            |
| 1988–1999 | L.A. Doctors                         | "O Captain, My Captain" (1999)                                                     |
| 1988–1999 | L.A. Doctors                         | "Forty-Eight Minutes" (1999)                                                       |
| 1992      | The Broken Card                      | Película de televisión                                                             |
| 1992      | Doing Time on Maple Drive            | Película de televisión                                                             |
| 1994      | White Fang 2: Myth of the White Wolf |                                                                                    |
| 1995      | In Pursuit of Honor                  | Película de televisión                                                             |
| 1996      | EZ Streets                           | "Every Picture Tells a Story"                                                      |
| 1999      | Judging Amy                          | "Witch Hunt"                                                                       |
| 1999–2000 | Felicity                             | 2 Episodios:                                                                       |
| 1999–2000 | Felicity                             | "Family Affairs" (1999)                                                            |
| 1999–2000 | Felicity                             | "True Colors" (2000)                                                               |
| 2000      | Freaks and Geeks                     | "The Diary"                                                                        |
| 2000      | The West Wing                        | 3 Episodios:                                                                       |
| 2000      | The West Wing                        | "Take Out the Trash Day" (2000)                                                    |
| 2000      | The West Wing                        | "The White House Pro-Am" (2000)                                                    |
| 2000      | The West Wing                        | "In This White House" (2000)                                                       |
| 2001–05   | Alias                                | 23 Episodios:                                                                      |
| 2001–05   | Alias                                | Nominado – OFTA Television Award por Mejor Dirección en una Serie Dramática (2002) |
| 2001–05   | Alias                                | "So It Begins" (2001)[13]                                                          |
| 2001–05   | Alias                                | "Doppleganger" (2001)                                                              |
| 2001–05   | Alias                                | "Mea Culpa" (2001)                                                                 |
| 2001–05   | Alias                                | "Page 47" (2002)                                                                   |
| 2001–05   | Alias                                | "Q & A" (2002)                                                                     |
| 2001–05   | Alias                                | "Rendezvous" (2002)                                                                |
| 2001–05   | Alias                                | "The Enemy Walks In" (2002)                                                        |
| 2001–05   | Alias                                | "The Indicator" (2002)                                                             |
| 2001–05   | Alias                                | "Passage: Part 1" (2002)                                                           |
| 2001–05   | Alias                                | "Passage: Part 2" (2002)                                                           |
| 2001–05   | Alias                                | "Double Agent" (2003)                                                              |
| 2001–05   | Alias                                | "A Dark Turn" (2003)                                                               |
| 2001–05   | Alias                                | "Second Double" (2003)                                                             |
| 2001–05   | Alias                                | "The Two" (2003)                                                                   |
| 2001–05   | Alias                                | "Repercussions" (2003)                                                             |
| 2001–05   | Alias                                | "Conscious" (2003)                                                                 |
| 2001–05   | Alias                                | "Crossings" (2004)                                                                 |
| 2001–05   | Alias                                | "Hourglass" (2004)                                                                 |
| 2001–05   | Alias                                | "Resurrection" (2004)                                                              |
| 2001–05   | Alias                                | "Authorized Personnel Only: Part 1" (2005)                                         |
| 2001–05   | Alias                                | "Authorized Personnel Only: Part 2" (2005)                                         |
| 2001–05   | Alias                                | "The Orphan" (2005)                                                                |
| 2001–05   | Alias                                | "Prophet Five" (2005)                                                              |
| 2002      | Breaking News                        | 2 Episodios:                                                                       |
| 2002      | Breaking News                        | "Pilot" (2002)                                                                     |
| 2002      | Breaking News                        | "Hi, Noonan" (2002)                                                                |
| 2003      | The Wonderful World of Disney        | "Phenomenon II"                                                                    |
| 2006      | Introducing Lennie Rose              | Película de televisión                                                             |
| 2006–2011 | Brothers & Sisters                   | 20 Episodios:                                                                      |
| 2006–2011 | Brothers & Sisters                   | "Patriarchy" (2006)                                                                |
| 2006–2011 | Brothers & Sisters                   | "Family Portrait" (2006)                                                           |
| 2006–2011 | Brothers & Sisters                   | "Mistakes Were Made: Part 2" (2006)                                                |
| 2006–2011 | Brothers & Sisters                   | "Matriarchy" (2007)                                                                |
| 2006–2011 | Brothers & Sisters                   | "Unaired Pilot" (2007)                                                             |
| 2006–2011 | Brothers & Sisters                   | "Home Front" (2007)                                                                |
| 2006–2011 | Brothers & Sisters                   | "Domestic Issues" (2007)                                                           |
| 2006–2011 | Brothers & Sisters                   | "Prior Commitments" (2008)                                                         |
| 2006–2011 | Brothers & Sisters                   | "Troubled Waters: Part 1" (2009)                                                   |
| 2006–2011 | Brothers & Sisters                   | "Troubled Waters: Part 2" (2009)                                                   |
| 2006–2011 | Brothers & Sisters                   | "Mexico" (2009)                                                                    |
| 2006–2011 | Brothers & Sisters                   | "The Road Ahead" (2009)                                                            |
| 2006–2011 | Brothers & Sisters                   | "Breaking the News" (2009)                                                         |
| 2006–2011 | Brothers & Sisters                   | "The Wig Party" (2009)                                                             |
| 2006–2011 | Brothers & Sisters                   | "Time After Time: Part 1" (2010)                                                   |
| 2006–2011 | Brothers & Sisters                   | "Time After Time: Part 2" (2010)                                                   |
| 2006–2011 | Brothers & Sisters                   | "On the Road Again" (2010)                                                         |
| 2006–2011 | Brothers & Sisters                   | "A Righteous Kill" (2010)                                                          |
| 2006–2011 | Brothers & Sisters                   | "Wouldn't It Be Nice" (2011)                                                       |
| 2006–2011 | Brothers & Sisters                   | "Walker Down the Aisle" (2011)                                                     |
| 2008      | Eli Stone                            | "Pilot"                                                                            |
| 2012      | The Mob Doctor                       | 2 Episodios:                                                                       |
| 2012      | The Mob Doctor                       | "Protect and Serve" (2012)                                                         |
| 2012      | The Mob Doctor                       | "Fluid Dynamics" (2012)                                                            |
| 2013–14   | Sleepy Hollow                        | 4 Episodios:                                                                       |
| 2013–14   | Sleepy Hollow                        | "Blood Moon" (2013)                                                                |
| 2013–14   | Sleepy Hollow                        | "The Sin Eater" (2013)                                                             |
| 2013–14   | Sleepy Hollow                        | "Bad Blood" (2014)                                                                 |
| 2013–14   | Sleepy Hollow                        | "This Is War" (2014)                                                               |
| 2015      | The Slap                             | 4 Episodios:                                                                       |
| 2015      | The Slap                             | "Harry" (2015)                                                                     |
| 2015      | The Slap                             | "Manolis" (2015)                                                                   |
| 2015      | The Slap                             | "Connie" (2015)                                                                    |
| 2015      | The Slap                             | "Ritchie" (2015)                                                                   |
| 2015      | The Man in the High Castle           | "The Illustrated Woman"                                                            |
| 2016–2021 | This Is Us                           | 28 Episodios:                                                                      |
| 2016–2021 | This Is Us                           | "The Big Three" (2016)                                                             |
| 2016–2021 | This Is Us                           | "The Big Day" (2017)                                                               |
| 2016–2021 | This Is Us                           | "Jack Pearson's Son" (2017)                                                        |
| 2016–2021 | This Is Us                           | "Moonshadow" (2017)                                                                |
| 2016–2021 | This Is Us                           | "A Father's Advice" (2017)                                                         |
| 2016–2021 | This Is Us                           | "Still There" (2017)                                                               |
| 2016–2021 | This Is Us                           | "Number One" (2017)                                                                |
| 2016–2021 | This Is Us                           | "Number Two" (2017)                                                                |
| 2016–2021 | This Is Us                           | "The Car" (2018)                                                                   |
| 2016–2021 | This Is Us                           | "The Wedding" (2018)                                                               |
| 2016–2021 | This Is Us                           | "Nine Bucks" (2018)                                                                |
| 2016–2021 | This Is Us                           | "Vietnam" (2018)                                                                   |
| 2016–2021 | This Is Us                           | "Sometimes" (2018)                                                                 |
| 2016–2021 | This Is Us                           | "The Beginning Is the End Is the Beginning" (2018)                                 |
| 2016–2021 | This Is Us                           | "Songbird Road: Part Two" (2019)                                                   |
| 2016–2021 | This Is Us                           | "Her" (2019)                                                                       |
| 2016–2021 | This Is Us                           | "Strangers" (2019)                                                                 |
| 2016–2021 | This Is Us                           | "The Dinner and the Date" (2019)                                                   |
| 2016–2021 | This Is Us                           | "So Long, Marianne" (2019)                                                         |
| 2016–2021 | This Is Us                           | "New York, New York, New York" (2020)                                              |
| 2016–2021 | This Is Us                           | "Strangers: Part Two" (2020)                                                       |
| 2016–2021 | This Is Us                           | "Forty: Part One" (2020)                                                           |
| 2016–2021 | This Is Us                           | "Forty: Part Two" (2020)                                                           |
| 2016–2021 | This Is Us                           | "Honestly" (2020)                                                                  |
| 2016–2021 | This Is Us                           | "In the Room" (2021)                                                               |
| 2016–2021 | This Is Us                           | "I've Got This" (2021)"                                                            |
| 2016–2021 | This Is Us                           | "The Adirondacks" (2021)                                                           |
| 2017      | The Arrangement                      | "Pilot"                                                                            |
| 2019      | Grand Hotel                          | "Pilot"                                                                            |

### Productor
| Año       | Título                           | Notas                                                                                             |
| --------- | -------------------------------- | ------------------------------------------------------------------------------------------------- |
| 1995      | Kansas                           | Película de televisión (Productor ejecutivo)                                                      |
| 2002      | Breaking News                    | Película de televisión (Productor ejecutivo)                                                      |
| 2002–2006 | Alias                            | Productor ejecutivo (83 Episodios)                                                                |
| 2002–2006 | Alias                            | Productor co-ejecutivo (22 Episodios)                                                             |
| 2002–2006 | Alias                            | Nominado – Producers Guild Award por Productor Destacado de Televisión de Episodios, Drama (2004) |
| 2003      | The Wonderful World of Disney    | "Phenonmenon II" (Productor Ejecutivo)                                                            |
| 2006      | Introducing Lennie Rose          | Película de televisión (Productor Ejecutivo)                                                      |
| 2006      | Enemies                          | "Pilot" (Productor Ejecutivo)                                                                     |
| 2006–2011 | Brothers & Sisters               | Productor Ejecutivo (106 Episodios)                                                               |
| 2007      | Brothers & Sisters: Family Album | Película de televisión (Productor Ejecutivo)                                                      |
| 2008      | Eli Stone                        | "Pilot" (Productor Ejecutivo)                                                                     |
| 2012–13   | The Mob Doctor                   | Productor Ejecutivo (7 Episodios)                                                                 |
| 2013–14   | Sleepy Hollow                    | Productor Ejecutivo (20 Episodios)                                                                |
| 2016–2021 | This Us Us                       | Productor Ejecutivo (87 Episodios)                                                                |
| 2016–2021 | This Us Us                       | Nominado – Black Reel Award por Destacada Serie Dramática (como Productor) (2018)                 |
| 2016–2021 | This Us Us                       | Nominado – Primetime Emmy Award por Destacada Serie Dramática (como Productor) (2017-2019)        |
| 2016–2021 | This Us Us                       | Nominado – Producers Guild Award por Destacado Productor de Televisión de Episodios, Drama (2019) |
| 2017      | The Arrangement                  | "Pilot" (Productor Ejecutivo)                                                                     |
| 2019      | Grand Hotel                      | "Pilot" (Productor Ejecutivo)                                                                     |